# Клиндамицин
Клиндамицин е антибиотик, който се използва за лечение на различни инфекции, предизвикани от бактерии. Той принадлежи към класа на линкозамидите и има широк спектър на действие срещу много видове бактерии, включително Gram-позитивни и Gram-отрицателни бактерии.
Той е в списъка на основните лекарства на Световната здравна организация. Предлага се като генерично лекарство.

## Употреба
Клиндамицин се използва за лечение инфекции на кожата, меките тъкани, дихателната система, урогениталната система и други. Той може да се прилага и топично върху кожата за лечение на акне. Действа, като прониква в бактериалната клетка и пречи на производството на протеини, необходими за растежа и размножаването на бактериите. Това води до унищожаване на бактериалните клетки и контролиране на инфекцията.